# Johannes V. Jensen
Pour les articles homonymes, voir Jensen.
Johannes Vilhelm Jensen, né à Farsø le 20 janvier 1873 et mort le 25 novembre 1950 à Østerbro, est un écrivain danois. Il a reçu le prix Nobel de littérature en 1944.

## Biographie
Johannes V. Jensen est né à Farsø un petit village du Jutland dans le Himmerland occidental au Danemark le 20 janvier 1873. Son père, Hans Jensen, épouse la jeune Marie Kristine Jensen à Farsø, rencontrée au cours de ses études, de famille originaire de Mǿen et de Falser, et certainement d'origine wende. Le couple eût 10 enfants.Une de ses sœurs, Thit Jensen, est aussi un écrivain célèbre.
Après le lycée, il part pour Copenhague suivre des cours de philosophie à l'université. Pour se faire un peu d'argent, il écrit des petits romans dans l'hebdomadaire Revuen. Cette expérience le conduit à écrire son premier roman Danskere (Les Danois) qui lui permet d'affirmer sa personnalité.  
Comme bon nombre de ses compatriotes saisis par la fièvre de l'émigration, il part pour les États-Unis en 1896, ce qui lui inspire plus tard l'histoire himmerlandaise Guldgraveren (Le Chercheur d'or) mais aussi les personnages de Kongens Fald (La Chute du roi) et de Colombus (Christophe Colomb). 
En 1897, il voyage en Norvège où il entre en contact avec l'écrivain norvégien Knud Hamsun. 
En 1898, il publie Einar Elkaer, un roman très différent de son premier, beaucoup plus brutal.
Le reportage qu'il réalise ensuite pour le journal Politiken (La Politique) en qualité de correspondant en Espagne, Tyrefaegtningen (La Course de taureaux) lui ouvre les portes de la célébrité.
Avant d'entamer un tour du monde en 1902 qui le mène à Singapour, en Malaisie, en Chine, au Japon puis à Chicago, dans l'Arkansas et enfin à New York, il publie plusieurs contes himmerlandais dont le plus connu Kirsten sidste Rejse (Le dernier voyage de Kirsten).
Pendant son tour du monde, il publie dans un journal danois un roman feuilleton Tigeren, et il écrit une pièce de théâtre Trods for trodsen (Entêtement pour entêtement), un roman Braen (Le Glacier), le premier acte d'une pièce intitulée Sangerinden (La Cantatrice), un petit tirage-à-part du mythe Kirken i Farsø (L'Église de Farsø) et le mythe cynégétique Potowatomi Datter (Fille du Potowatomi).
En 1904, il fait paraître un roman Madame d'Ora, et de nouvelles histoires du Himmerland, recueil de nouvelles d'inspiration merveilleuse, qui lui vaut une renommée internationale. Jensen y évoque le cadre bucolique de sa région natale et la vie de ses habitants vivant en parfaite harmonie avec la nature. Il leur oppose par ailleurs la culture des peuples latins aux Goths ou Anglo-saxons, amenés à connaître un destin exceptionnel.
En 1912, il publie le roman Skibet (Le Bateau) avant d'entreprendre un voyage pour Gênes où il s'embarque pour faire route vers l'Orient jusqu'en Chine et retour par la Sibérie, la Russie et la Suède. Il rapporte de ces voyages un volume de nouvelles exotiques Olivia Marianne (1915) et Introduktion til vor Tidsalder (Introduction à notre époque).
En 1919 paraît Det Tabte Land (Le Pays perdu), en 1922 Cimbrernes Tog (L'Expédition des Cimbres), en 1923 Aestetik og Udvikling (Esthétique et évolution), en 1927 Dyrenes Forvandling (La Métamorphose des animaux), en 1928 Aandens Stadiens (Les Mires de l'esprit), en 1934 Det Blivende (L'Immuable). Ces ouvrages manifestent de la sympathie pour le petit peuple et les classes prolétaires. Ils produisent par ailleurs un éloge appuyé de la ruralité, de la nature et des théories de l'évolution.
Johannes V. Jensen occupe dans la littérature danoise de son siècle la même place qu'Œhlenschläger au siècle précédent. En 1929, il est nommé doctor honoris causa de l'Université de Lund pour le centième anniversaire du couronnement poétique d'Œhlenschläger.
Parmi les œuvres en prose de Johannes V. Jensen, Den lange Rejse (Le long voyage) publié en 1938 est de loin la plus estimée de toutes. Le thème de cette vaste épopée retrace l'évolution de l'homme depuis sa condition d'être grégaire jusqu'à son accession à son stade de civilisation primitive en progrès constant.
Les Danois estiment tout autant ses vers que sa prose. Un de ses poèmes très connu au Danemark est Paa Memphis Station. 
Il reçoit le Prix Nobel en 1944 et meurt six ans plus tard en 1950 à Copenhague.